# سکس درخشان
سکس درخشان (انگلیسی: Shining Sex) که با نام لذت‌های شهوانی یک بانوی محترم (ایتالیایی: Piaceri erotici di una signora bene) هم شناخته می‌شود، یک فیلم اروتیک دلهره‌آور به کارگردانی خسوس فرانکو است که در سال ۱۹۷۶ منتشر شد و یک نسخهٔ سافت‌کور و یک نسخهٔ هاردکور دارد. از بازیگران فیلم می‌توان به لینا رومای و مونیکا سوین اشاره کرد.